# 쁘랏야 삔깨우
쁘랏야 삔깨우(태국어: ปรัชญา ปิ่นแก้ว, Prachya Pinkaew, 1962년 9월 2일 - ) 또는 프라차야 핀카엡은 태국의 영화 감독이자, 영화 제작자, 영화 각본가이다.

## 생애
쁘랏야는 1985년 나콘랏차시마 주의 나콘랏차시마 기술대학교를 졸업하였고, 건축학을 전공하였다. 1990년에 그는 미술 감독으로서 그의 직업의 일을 시작하였고, 나중에는 광고 회사인 팩샷 엔터테인먼트(Packshot Entertainment)의 광고 제작 감독이 되었다. 그는 뮤직 비디오를 감독하였고, 태국의 〈골든 텔레비전상〉에서 여러 차례 최고의 뮤직 비디오상을 받았다.
2003년에 그는 토니 자를 주역으로 한, 《옹박 - 무에타이의 후예》을 통해 감독 자리를 차지하였다. 이 영화는 전 세계적인 열풍이 되어 나아갔고, 그 해의 최고의 수익을 올린 태국 영화가 되었다. 그는 또한 토니 자의 그 다음 주연 영화 《똠얌꿍》을 감독하였다.
그의 다음 작품은, 나이 어린 자폐아 여성 무술가가 복수를 하는 이야기인 《초콜릿》(Chocolate)과 4명의 나이 어린 무술가들이 병원을 장악하려는 테러범들과 싸워 물리치는 이야기인 《파워 키즈》(Power Kids), 토니 자를 주역으로 하였으나, 취소된 영화인 《소드》(Sword)를 포함하고 있다. 그는 토니 자(연출)와 함께 2008년 개봉 영화인 《옹박 2》를 제작하기도 하였다.

## 작품 목록

### 감독
- 1992년 《The Magic Shoes》 (《Rawng tah laep plaep》)
- 1995년 《다크 사이드 로맨스 (Dark Side Romance)》 (《Goet iik thii tawng mii theu》)
- 2003년 《옹박 - 무에타이의 후예》
- 2005년 《똠얌꿍》
- 2008년 《초콜릿》
- 2011년 《엘러펀트 화이트》
- 2011년 《더 킥》[1]
- 2011년 《초콜릿 2》
- 《소드》 (Sword) - 2008년 취소
- 2011년 《똠얌꿍 2》[2]